# 太山镇 (获嘉县)
太山乡，是中华人民共和国河南省新乡市获嘉县下辖的一个乡镇级行政单位。

## 行政区划
太山乡下辖以下地区：
太山村、辛章村、小庄村、沙窝营村、西寺营村、东寺营村、塔洼村、程操村、郑庄村、程玉村、官庄村、罗旗营村、东古风村、晁庄村、李庄村、曹庄村、韩小营村、王庄村、孝合村、大张卜村、陈孝村、董庄村、丁村、马庄村、王石村和武贾洲村。